# Хмура, Габриэль
Габриэль Хмура (пол. Gabriel Chmura; 7 мая 1946, Вроцлав — 17 ноября 2020) — израильский дирижёр польского происхождения.

## Биография
Сын Ехиеля Хмуры и Златы Литвак. В 1957 г. с семьёй эмигрировал из Польши в Израиль. Окончил Тель-Авивскую музыкальную академию (1968), затем учился в Париже у Пьера Дерво, в Венской музыкальной академии у Ханса Сваровски и в Сиене у Франко Феррары.
В 1970 г. отмечен на Международном конкурсе дирижёров в Безансоне, в 1971 г. выиграл конкурс Караяна в Берлине и конкурс имени Кантелли в миланском театре Ла Скала. В 1974—1982 гг. художественный руководитель Ахенской оперы, в 1983—1987 гг. главный дирижёр Бохумского симфонического оркестра, в 1987—1990 гг. руководил Оркестром Национального центра искусств в Оттаве. С 2001 г. возглавляет Национальный симфонический оркестр Польского радио. Хмура также работал на различных оперных сценах мира, поставив, в частности, «Отелло» Верди и «Кармен» Бизе в Мюнхене, «Самсона и Далилу» Сен-Санса в Барселоне и «Золотого петушка» в Париже.
Среди наиболее заметных записей Хмуры — оратория Франца Шуберта «Лазарь», симфонии Гайдна и Малера; работал над циклом записей симфонических произведений Мечислава Вайнберга (в частности, впервые записав его Шестнадцатую симфонию).